# 오 하느님
《오 하느님》은 문학가 조정래가 2007년 발표한 역사소설이다. 2009년, 내고 《사람의 탈》로 제목을 바꿔 개정판을 냈다.

## 줄거리
일본군 지원병으로 입대한 조선인 남성 신길만이 포로 수용소를 전전하면서 붉은 군대, 독일 국방군, 미군 포로 등 다양한 인생을 살다가 결국 소련군 포로를 조국을 배신한 반동분자로 본 스탈린 정권에 의해 영문도 모른 채 숲속에서 총살당한다는 비극이 줄거리이다. 일본군 포로가 되었을 때 살기 위해서, 언젠가는 고향에 갈 수 있을 것이라는 희망을 갖고 선택한 소련 국적이 신길만을 죽음으로 인도한 것이다. 제2차 세계 대전연구자인 미국의 역사학자 스티븐 엠브로스의 <1944년 6월 6일 D-DAY>에 노르망디 상륙작전에서 미군의 포로가 된 네 명의 한국 출신 나치 독일 병사들이 언급된 일을 소재로 하였다.

## 같이 보기
- 양경종

## 서지 정보
- 《오 하느님》, 조정래 저, 문학동네, 2007년 3월 26일, ISBN 8954602916
- 《사람의 탈》, 조정래 저, 문학동네, 2009년 10월 26일, ISBN 9788954609401